# 范氏蓮
范氏蓮（越南语：／；1758年—1791年），一說名范氏玉𧿆（越南语：／），越南西山朝皇后。父親是范文福，光中二年（1789年）被追贈為大司空晪郡公。
范氏蓮是歸仁（今屬平定省）人，景興十九年（1758年）出生，西山朝太師裴得宣和刑部尚書裴文日是她同母異父的兄弟。景興三十四年（1773年），虛齡16歲的范氏蓮嫁給西山起義軍領袖阮惠，後為阮惠生下景盛帝阮光纘等三男二女。
光中元年（1788年），阮惠稱帝，冊封范氏蓮為皇正后（越南语：／），習稱正宮皇后。光中四年二月二十四日庚午（1791年3月28日），范氏蓮病重逝世，壽三十四歲。諡號仁恭端靜貞淑武皇正后（越南语：／），後加諡為仁恭端靜貞淑柔純武皇正后（越南语：／）。葬於肇豐府香茶縣海葛社金鳳山南麓，稱為昌瑞陵。

## 冊文
禮部尚書潘輝益所作加諡冊文：
上言，至德追崇，古道炳尊親之典；大名光受，遺經垂論譔之文。故康禋溢頌於生民，而齊媚騰芳於清廟。欽惟皇妣仁恭端靜貞淑武皇正后玉殿下，坤元稱至，恒德宜貞。造舟祥㝎於河梁，協五百載興王之運；來宇勤施於京室，宣二十年治內之猷。衣私基化於肅雍，櫛沐襄艱於耆㝎。螽瑞應而天申錫慶，啟迪綏九廟之休；睢音和而帝乙𨤲嬪，幽閑儼六宮之範。懿鑠永彰於彤管，光芳久閟於璇庭。焜煌遺誄壽金滕，皇考重褘褕之感；茐鬱玄堂符玉尺，沖齡增楸梓之悲。永言彝器之祇承，追念慈聞之杳隘。艱大獲凝駿命，惟在天相佑之純；崇徽願獻鴻稱，蓋率土籲祈之懇。乃詢謀於僉議，咸讚述於禮儀。弘光厚載無疆，慶履長緜於瓜瓞；洞屬孝思不匱，德馨恪對於焄𤌾。奉敭彌切孺懷，殷薦載稽彜典。謹上尊號曰仁恭端靜貞淑柔純武皇正后。伏望顯臨光大，介晉正中，僊遊杳渺五雲端；想懿美鋪，舒之莫罄，聖諡昭明千載下。願聲靈饗保於無窮，小子不勝仰慕攀戀之至，謹奉冊奏進以聞。